# Adam Sonderberg
Adam Sonderberg (* 1978 in Chicago) ist ein US-amerikanischer experimenteller Komponist und Musiker.

## Leben
Sonderberg lernte autodidaktisch Klavier, Gitarre und Schlagzeug zu spielen. Er spielte ab dem vierzehnten Lebensjahr Gitarre in verschiedenen Garagenbands und begann bald darauf, elektroakustische Musik zu komponieren. 1993 gründete er das Label Longbox Recordings, das er bis 2007 leitete. 1997 lernte er den Gitarristen Keith Rowe kennen, der sein Interesse auf die präparierte Gitarre („tabletop guitar“) und die elektroakustische Improvisation lenkte. In der Folge arbeitete er mit Musikern wie Sam Dellaria, A. P. O’Brien und Greg Hamilton zusammen und spielte mit ihnen und anderen Musikern Aufnahmen unter den Namen James Joyce Memorial Orchestra, New Music Workshop und Sac Trio ein.
1998 traf er Fred Lonberg-Holm, dessen Lightbox Orchestra er kurze Zeit angehörte und mit dem er das Album Music of the Late Romantics aufnahm. Mit dem österreichischen Saxophonisten Boris Hauf arbeitete er bei dessen USA-Aufenthalten zusammen und unternahm er 2002 eine Tournee durch den Mittleren Westen, teils mit dem Trio TV Pow und mit Jon Mueller als Gästen.
2001 veröffentlichte Sonderberg die Solo-EP Say No. Als Mitglied des Dropp Ensemble (u. a. mit Sam Dellaria) nahm er 2003 das Album The Empire Builders auf.  Es ist die Aufnahme der Musik zum Schauspiel Les Bâtisseurs d'Empires von Boris Vian. Mit Steven Hess und Joseph Clayton Mills gründete er 2005 das Trio Haptic, dessen Debütalbum The Medium 2009 erschien.

## Diskographie
- Hauf Sonderberg
- Signal Hill (mit  Sam Dellaria, 1998)
- Site-Specific (Duets for Cello and Guitar) (Fred Lonberg-Holm, 1999)
- --- - (mit Boris Hauf, 2000)
- 64 Squares (mit Sam Dellaria, 2000)
- Say No (2001)
- Folktales, Vol. 3 (Kevon Shea, 2002)
- Shameless 0202 (Boris Hauf, 2002)
- The Empire Builders (Dropp Ensemble, 2003)
- The Medium (Haptic, 2009)
- Weird Undying Annihilation (Haptic)[1]